# 605
605(육백오)는 604보다 크고 606보다 작은 자연수다.

## 수학
- 합성수로, 그 약수는 1, 5, 11, 55, 121, 605다. 진약수의 합은 193이므로, 605는 부족수다.
- {\displaystyle 605=11^{2}+22^{2}}
  - 연속하는 두 개의 {\displaystyle 11n}({\displaystyle n}은 자연수)의 제곱합으로 나타낼 수 있는 가장 작은 수다. 이 성질을 지닌 다음 수는 1573이다.
- {\displaystyle 605=6^{2}+13^{2}+20^{2}}
  - 공차가 7인 세 자연수의 제곱합으로 나타낼 수 있는 수다. 이 성질을 지닌 앞의 수는 530, 다음 수는 686이다.
- {\displaystyle 3^{20}-1}은 605로 나누어떨어진다.

## 과학·기술
- NGC 605(영어판): 안드로메다자리 방향에 있는 렌즈형은하.
- 푸조 605(영어판): 푸조의 승용차.

## 교통

### 항공
- 중화항공 605편 추락 사고

### 도로
- 현도 제605호선

## 군사
- U-605(영어판, 독일어판): 제2차 세계 대전에 사용된 나치 독일의 군용 잠수함.

## 문화유산
- 대한민국의 보물 제605호: 고령 장기리 암각화

## 기타
- 날짜: 6월 5일
- 연도: 605년, 기원전 605년